# Harold Saxon
Harold Saxon est le nom porté par une des incarnations du Maître, un des antagonistes récurrents de la série britannique de science-fiction Doctor Who. Il est joué par John Simm, qui prend le relais après Derek Jacobi, qui ne joua le Maître que pour un seul épisode, à l'issue duquel il se régénéra. Il occupa le rôle entre 2007 et 2010, puis revint en 2017 dans les deux derniers épisodes de la saison 10, L'Éternité devant soi et Le Docteur Tombe, aux côtés de sa future régénération, incarnée par Michelle Gomez.

Affiche de campagne de Saxon pour les élections britanniques.

## Histoire du personnage

### Saison 3 (2007)
Une fois revenu sur Terre (à Londres) dans l'épisode suivant, Que Tapent les Tambours, le nouveau Maître, joué par John Simm, se fait élire Premier Ministre britannique sous le nom de Harold Saxon grâce à un champ télépathique mondial. Il fait ensuite régner une dictature de fer sur la Terre aux côtés de sa nouvelle femme Lucy, aidé par les Toclaphanes, qu'il présente comme une race extraterrestre. Les Toclaphanes sont en réalité les derniers humains de l'univers (avec qui le Maître vivait avant de retrouver sa mémoire et de revenir sur Terre), qui, dans un dernier espoir de survie, se sont « robotisés » et ressemblent maintenant à des sphères de métal en lévitation contenant uniquement la tête de leur propriétaire. Il utilise ces créatures pour exécuter le Président des États-Unis à la télévision. En ayant suivi le Maître, le Docteur, Martha et Jack retrouvent le TARDIS, que le Maître a "cannibalisé" et transformé en machine à paradoxes.
Il réussit à capturer le Docteur, et, en utilisant son tournevis laser, il le fait physiquement vieillir d'abord de 100 ans. Il ordonne ensuite aux Toclaphanes d'éliminer un dixième de la population humaine.
Dans Le Dernier Seigneur du Temps (l'épisode suivant), on apprend que le Maître a fait de la famille de Martha ses serviteurs, et a fait Jack et le Docteur prisonniers (pendant que Martha s'est téléportée sur Terre). Ce dernier a fait construire une statue à son effigie au Mont Rushmore, et a transformé la Russie et le Sud de l'Angleterre en chantier pour construire ses fusées. Le Docteur monte un plan avec la famille de Martha et Jack pour voler le tournevis du Maître. Lorsque ce dernier le découvre, il décide de diffuser à la télévision la torture du Docteur. Il suspend alors sa capacité à se régénérer, et force son corps à vieillir de 900 ans, et ce pour décourager Martha Jones qui compte sauver la Terre en en faisant le tour.
Le Maître piège Martha et la force à se rendre, et la menace de l'exécuter, ce qui la fait rire. Elle lui explique qu'elle s'est rendue intentionnellement, et qu'elle n'a aucune arme. Elle a fait le tour du monde pour raconter l'histoire du Docteur à tous les humains. En utilisant le circuit Arc-ange et ses 15 satellites, elle arrive à inverser l'état du Docteur qui reprend l'apparence qu'il avait de base, et qui le rend insensible aux attaques du Maître. Ils se téléportent tous les deux sur Terre, où le Maître a l'intention de faire exploser les fusées, mais refuse car cela le tuerait. La ligne temporelle de son invasion de la Terre est effacée et seules les personnes présentes (le Docteur, Martha, sa famille, Jack, le Maître et sa femme) s'en rappelleront.
Le Maître meurt finalement d'une balle de pistolet, mais il refuse de se régénérer, car il refuse d'être le prisonnier du Docteur, tué par sa femme revenue à la raison. En conclusion, le Docteur brûle son corps.

### Saison 4 - Épisodes spéciaux (2008-2010)
Le Maître ressuscite dans La Prophétie de Noël (fin de la saison 4), par le biais d'un « culte de Harold Saxon » encore actif après sa mort. Utilisant une technologie extraterrestre tombée sur Terre, il conquiert la planète en transformant chaque être humain en une réplique de lui-même. Les seuls humains épargnés sont Donna Noble, protégée grâce à une « protection » établie par le Docteur lorsqu'il lui avait effacé la mémoire à l'issue de son « hybridation » mi-humaine mi-Seigneur du Temps, et le grand-père de cette dernière, Wilfred Mott, à l'abri dans une cage de verre Vinvocci au moment de la transformation. Une fois le Maître devenu maître du monde, les Seigneurs du Temps utilisent le lien qu'ils ont créé avec ce dernier (le bruit de tambours qu'il entend depuis toujours dans sa tête) pour s'échapper du verrou temporel où leur planète se trouvait confinée et tentent de revenir dans l'univers, avec pour but de mettre fin à toute forme de vie, eux subsistant sous forme d'entités d'énergie pure. Le Maître, comprenant que le bruit qui le hantait depuis son enfance n'était qu'un lien psychique installé par les Seigneurs du Temps pour leur permettre de revenir, décide de les combattre et les renvoie dans le verrou temporel, y tombant lui-même en repoussant Rassilon.

### Saison 10 (2017)
John Simm revient dans la saison 10 aux côtés de Michelle Gomez, qui lui a succédé dans le rôle. On découvre dans la bande-annonce pour l'épisode 11 de la saison 10, World Enough and Time qu'il sera de retour dans celui-ci.
Il apparaît tout d'abord sous les traits d'un vieil homme aux cheveux longs et à la barbe, qui travaille dans le vaisseau des Cybermen. Bill pense qu'il l'aide, mais il la conduit en réalité dans la salle d'opération qui transforme les humains en Cybermen. À la fin de l'épisode, il enlève son déguisement devant Missy, son incarnation future.
Dans l'épisode suivant, il est assassiné par Missy afin qu'il se régénère en femme en bouclant ainsi la boucle, mais également pour permettre à Missy de rejoindre le Docteur, cette dernière ayant choisi de tourner le dos à ses anciens démons. Mais pour se venger et s'empêcher d'aider le Docteur dans le futur, il foudroie Missy avec son tournevis laser et la tue, sans espoir de régénération.